# Jürgen Stroop
Pour les articles homonymes, voir Stroop.
Jürgen Stroop est un SS-Gruppenführer allemand de la Seconde Guerre mondiale, né le 26 septembre 1895 à Detmold et mort le 6 mars 1952 à Varsovie. Il a notamment été le commandant des troupes allemandes lors de la destruction du ghetto de Varsovie en 1943. Jugé pour crime contre l'humanité, il a été exécuté à Varsovie en 1952.

## Biographie

### Jeunesse et entrée au parti nazi
Jürgen Stroop naît sous le nom de Joseph Stroop, à Detmold (alors en principauté de Lippe, aujourd'hui en Rhénanie-du-Nord-Westphalie) ; il est le fils d'un agent de police. Avant 1914, il est adjoint à un bureau de cadastre. Au cours de la Première Guerre mondiale, il se porte volontaire pour le front et atteint le grade de Vizefeldwebel.
En 1932, il s'inscrit au parti nazi et intègre la SS. Lors des élections en 1933, il commence réellement sa carrière en tant qu'auxiliaire de police. En un an, il passe du rang de SS-Oberscharführer (adjudant) à celui de SS-Hauptsturmführer (capitaine). Il est alors détaché pour travailler dans l'administration SS de Münster et Hambourg.
Au cours de l'automne 1938, il est promu au rang de SS-Standartenführer (colonel). À la suite de l'invasion de la Pologne, il est nommé commandant d'une milice d'Allemands de Pologne (Selbstschutz) chargée de la liquidation des élites polonaises, puis chef d'un district SS créé dans la région de Gnesen au sein de la province polonaise annexée de Posnanie : le Reichsgau Wartheland. En mai 1941, il abandonne son prénom Joseph, jugé trop « juif », et prend celui de Jürgen.

### De la Russie à la destruction du ghetto de Varsovie
Stroop est affecté auprès du Höhere SS- und Polizeiführer du Sud de la Russie et exerce diverses missions de sécurité, notamment la protection des travaux de construction d'une autoroute entre Lemberg et Stalino. Puis début 1943, il est nommé SS- und Polizeiführer pour la province polonaise annexée de Galicie à Lemberg (alors appelée Lwow, en polonais). Stroop est envoyé par Heinrich Himmler et Friedrich-Wilhelm Krüger à Varsovie en mai 1943 pour remplacer le SS-Oberführer von Sammern-Frankeneg, considéré comme trop modéré dans le cadre de l'opération de destruction du ghetto de la ville.
En tant que vétéran de la Première Guerre mondiale, Stroop s'était formé aux nouvelles techniques de lutte contre les partisans en Ukraine. Il donne l'ordre de « brûler les habitations, quartiers par quartiers, maisons par maisons et de tuer ou déporter l'ensemble des habitants » ; cinquante mille résidents du ghetto périssent. Il dresse alors un rapport circonstancié en trois exemplaires, communément appelé rapport Stroop, qu'il envoie à Himmler et à Krüger ; ce rapport, retrouvé après la guerre, va être utilisé lors du procès de Nuremberg,.
En septembre 1943, Stroop est nommé HSSPf (Höhere SS- und Polizeiführer) pour la Grèce qui vient de passer sous contrôle allemand après la défection de l’allié italien. Ses méthodes énergiques, répression et renforcement des forces de police auxiliaires grecques, lui valent l'hostilité des autorités civiles locales et ne lui permettent pas de rétablir l'ordre. Il est muté et nommé, en novembre 1943, HSSPf pour la Rhénanie, la Sarre-Palatinat, les territoires annexés du Luxembourg et de Lorraine jusqu'à la fin de la guerre. Durant son commandement, il fait exécuter des pilotes américains abattus par la DCA allemande.

Stroop et la destruction du ghetto de Varsovie
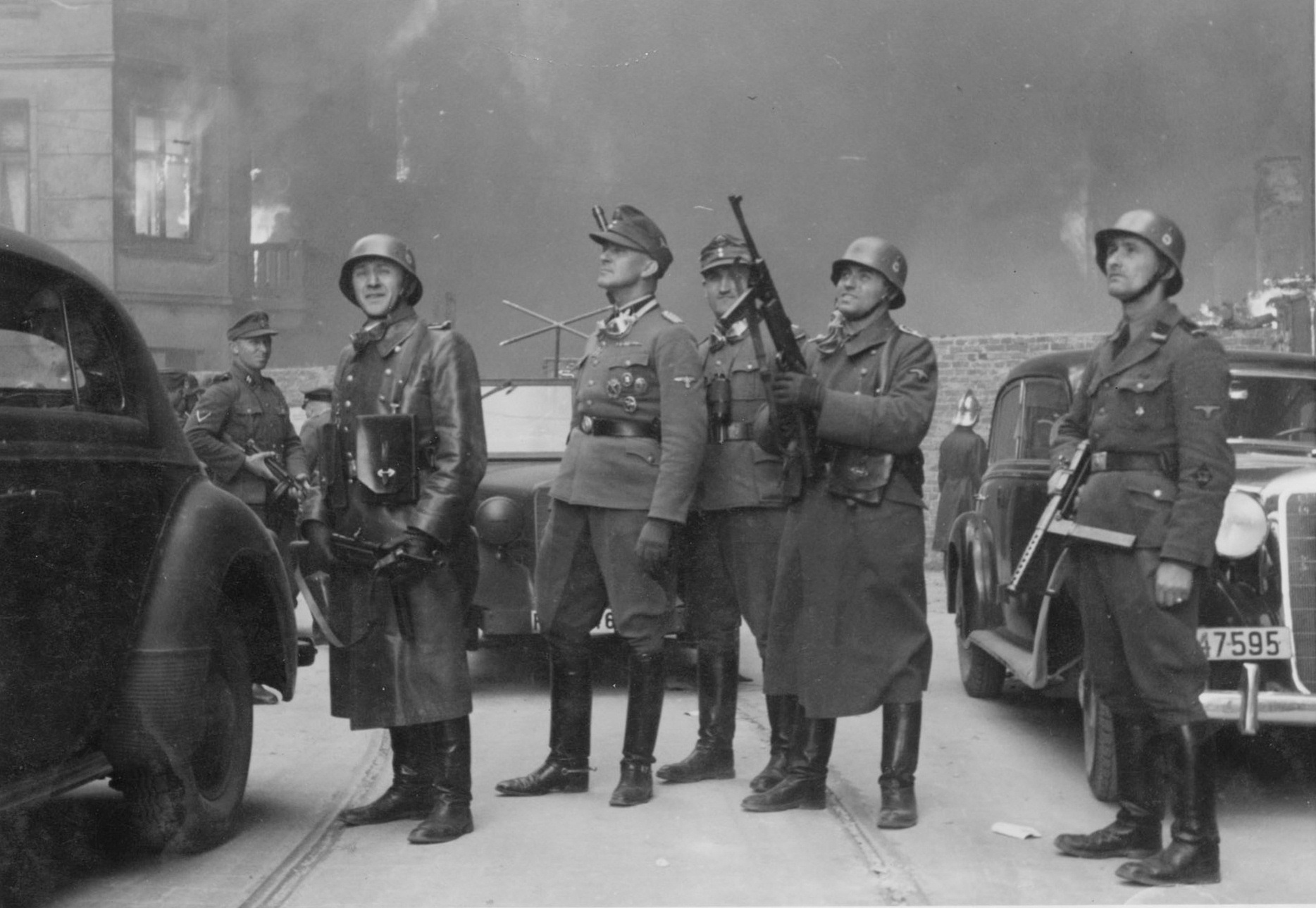
Stroop, au centre avec une casquette, pendant les combats destinés à réprimer le soulèvement du ghetto de Varsovie.
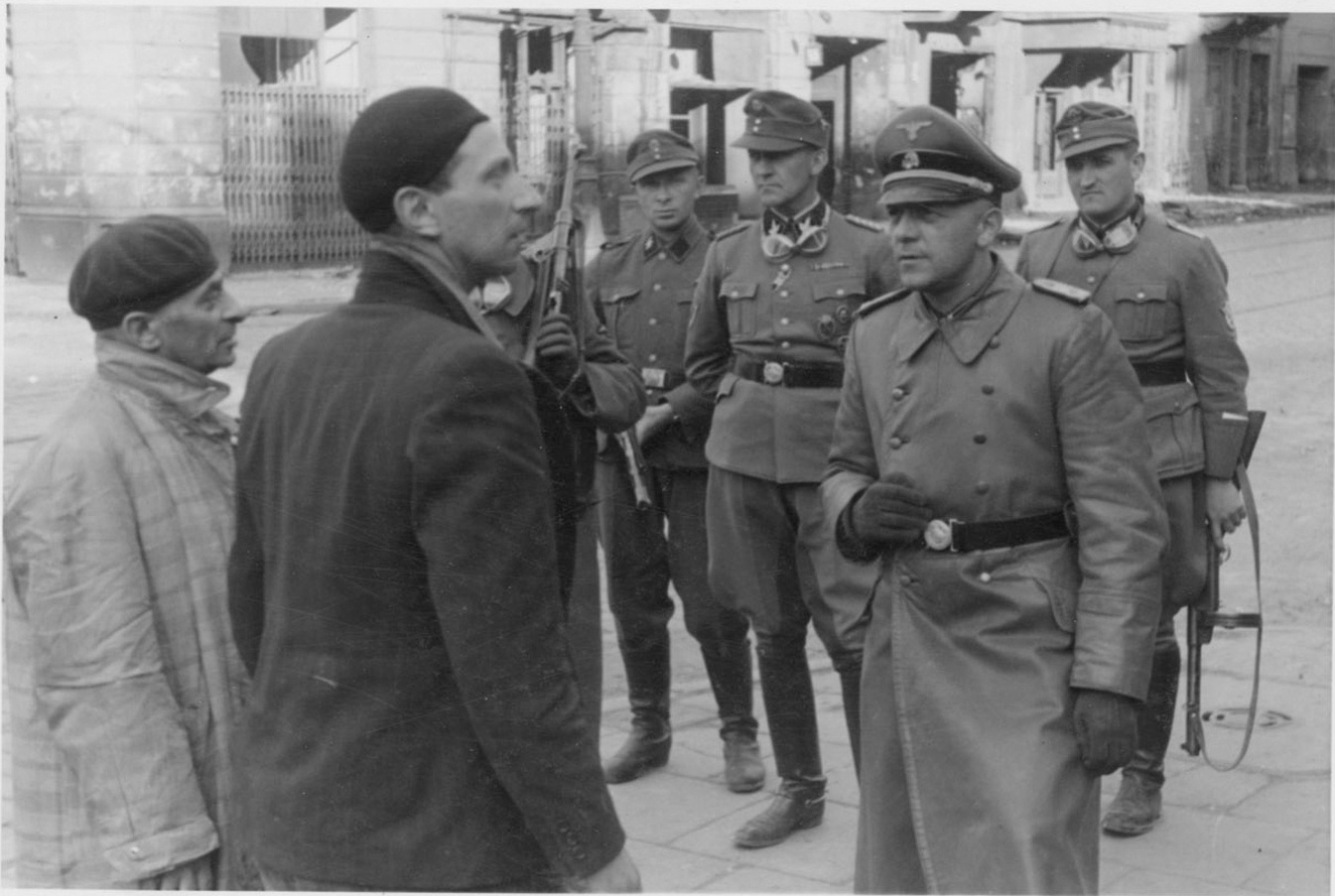
Stroop est à l'arrière, les mains dans le dos, pendant qu'un SS-Sturmbannführer interroge des combattants juifs arrêtés, au premier plan.
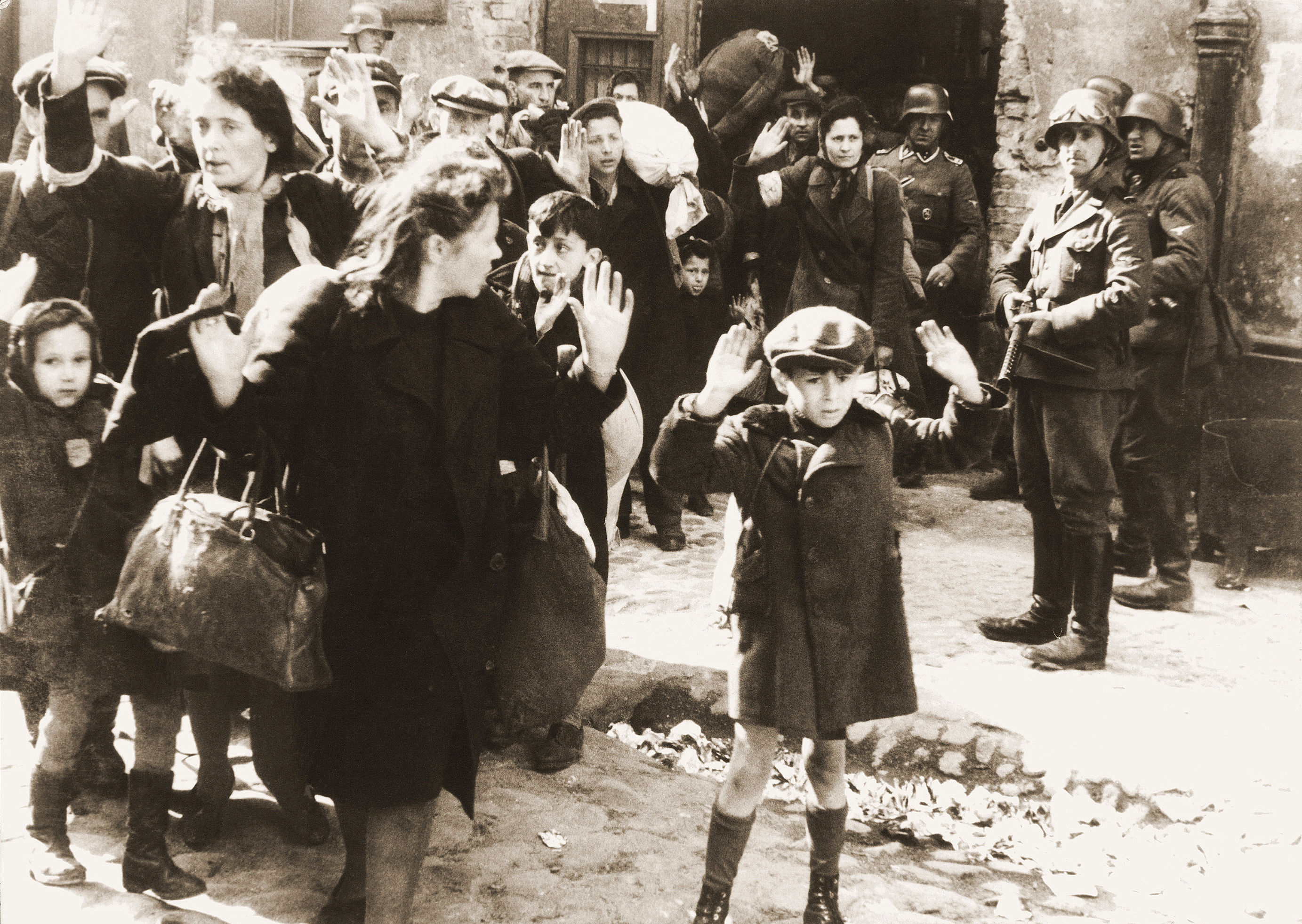
Expulsion de Juifs du ghetto. Photo extraite du rapport de mai 1943 de Jürgen Stroop à Heinrich Himmler, comportant la Légende :  Mit Gewalt aus Bunkern hervorgeholt « Sortis de force de leur abri ». Cette photo est l'une des plus célèbres de la Seconde Guerre mondiale[4].
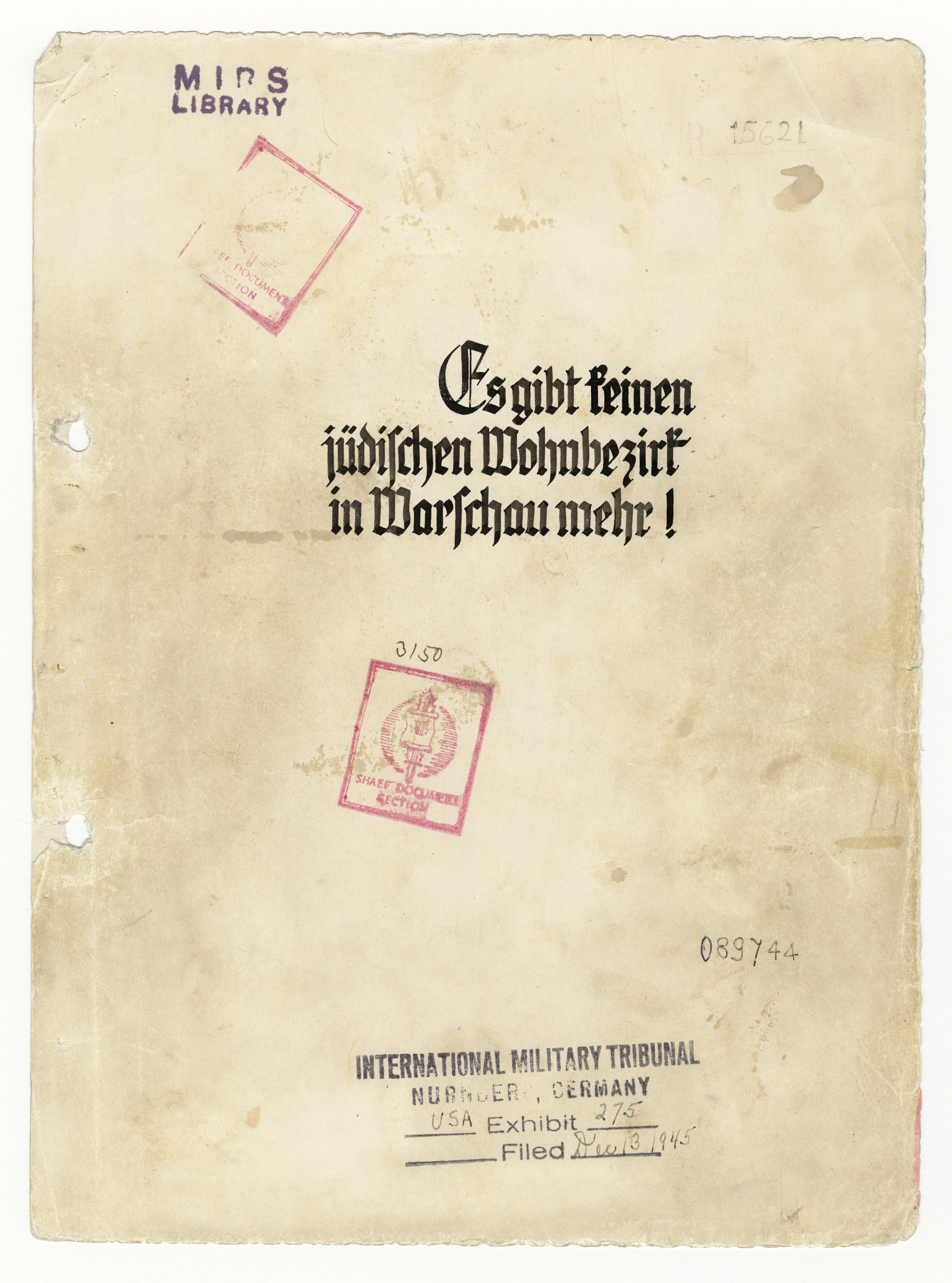
Page de couverture du rapport Stroop de titre Es gibt keinen jüdischen Wohnbezirk in Warschau mehr ! « Il n'y a plus de ghetto juif à Varsovie ! »

## Jugement

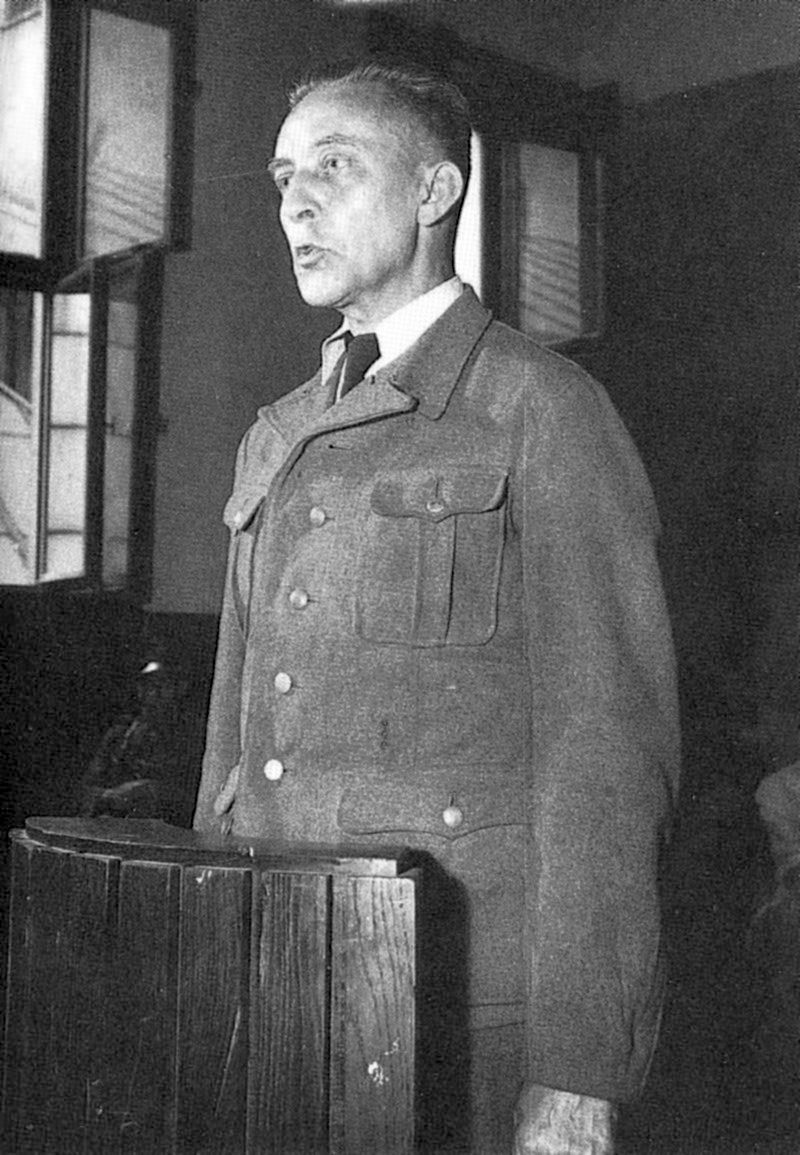
Stroop devant le tribunal de Varsovie, juillet 1951.

Stroop est arrêté le 8 mai 1945. Un tribunal militaire américain siégeant à Dachau le condamne à mort le 21 mars 1947 pour avoir fait exécuter sommairement des pilotes alliés tombés derrière les lignes allemandes ; la sentence n'est pas appliquée immédiatement car il est ensuite extradé vers la Pologne pour y être jugé également. Pendant qu'il attend son procès à la prison Mokotów de Varsovie, il est placé dans la même cellule que Kazimierz Moczarski, ancien résistant polonais emprisonné par la police secrète communiste.
Le compagnon de cellule polonais de Stroop, Moczarski, est libéré en 1956 et publie un livre qui raconte sa détention auprès de Stroop et qu'il intitule Entretiens avec le bourreau. Il affirme que Stroop aurait tué le Generalfeldmarschall Günther von Kluge 19 août 1944, alors que ce dernier, commandant le front ouest et démis de ses fonctions, était convoqué à Berlin pour enquêter sur son implication éventuelle dans le complot du 20 juillet 1944 contre Hitler. Voir page Günther von Kluge : Controverse sur sa mort. 
Condamné à mort par un tribunal polonais en septembre 1951, Stroop est pendu le 6 mars 1952 sur le lieu-même de ses crimes à Varsovie, de même que le policier SS Franz Konrad.